# Salvador Guarro Arenas
Salvador Guarro Arenas (Barcelona, 23 de gener de 1899 - Barcelona, 1936?) fou un polític català candidat a les Eleccions generals espanyoles de 1936 que es presentà a les llistes de Renovación Española, formació conservadora integrada en el Front Català d'Ordre .

## Biografia
Fill del farmacèutic Joan Guarro Robusté natural de Montblanc i de Dionisa Arenas Banús, d'Horta, neix a Barcelona al carrer de Sant Pere més Alt 50, 1er pis.
Va inciar els estudis de Farmàcia a la Universitat de Barcelona a la vegada que descobria la seva veritable vocació, la política, en la qual s'inicià durant la dictadura de Primo de Rivera, l'any 1929 donant suport a l'alcalde de Barcelona Darius Rumeu i Freixa, II Baró de Viver .
L'historiador Jose Fernando Mota Muñoz al seu llibre "Viva Cataluña Española!" al maig del 1933 el situa a l'orbita de Salvador Palau Rabassó. Ambdós havien coincidit a la Secció Escolar Maurista al Cercle d'Acció Monàrquica del Districte VI. Així doncs, Salvador Guarro, després d'haver militat a la Joventut d'Unió Patriòtica, inicia els tramits per a legalitzar una entitat anomenada Ateneu de Cultura Ciutadana de Barcelona i que no seria mes que una tapadora per a la refundació de la Peña Ibérica, entitat esportiva de suport al RCD Espanyol que havia nascut com a contraposició al catalanisme del FC Barcelona. Malgrat uns estatuts aparentment neutres on es definia aliena a tota idea política, social i cultural, les motivacions conservadores i monàrquiques d'aquest ateneu eren més que evidents. La seu social de la nova associació estava situada al numero 58 de la Rambla de Catalunya. El mes de juliol es reuneixen 28 socis per a designar la junta directiva, tot procurant que no hi entressin cap dels ibèrics (als membres de la Penya Ibérica se'ls anomena ibèrics) més destacats pel seu tarannà combatiu i violent. Com a president surt escollit el propi Salvador Guarro i com a vicepresident, l'exjugador del RCD Espanyol i FC Barcelona, Manuel Lemmel Malo de Molina, germà del que fou porter i president del RCD Espanyol, Pablo Lemmel.
Amb aquesta nova entitat com a tapadora, els ibèrics imposen la seva línia estratègica i preparen un nou atemptat per a venjar la mort dels estudiants carlins i militars morts durant la Sanjurjada. Pretenen assassinar el capità Arturo Menendez, director general de Seguretat, que va tenir un paper decisiu en la neutrallització de l'intent de cop d'estat. El taxista Carlos Maristany Casadevall i Francesc Abad Nualart s'ofereixen per a dur a terme l'acció però al final, per motius que es desconeixen, aquesta no es du a terme.
També funda una nova publicació, el setmanari "El Combate", amb el subtítol "polèmica i acció" amb el que es vol donar suport a l'espanyolisme jacobí i militant. El seu primer número surt l'11 de Novembre de 1933, poc abans de les eleccions generals espanyoles del mateix any. Com a director hi figura un ibèric, Ramon Valderrama. El lema de la revista era "Por una España libre de injerencias estrañas y de renegados" i venen a omplir un espai polític que creuen buit sense renunciar a la violència, "...contra todo y contra todos lucharemos. Tenso el cordaje de nuestros nervios, preparados al asalto agresivo. Caer no importa. Triunfar tampoco. Lo que importa es luchar por una causa justa y nosotros combatimos por la más justa y noble de las causas".A la publicació es critica el nazisme per racista, però s'afirma que la raça ibèrica és superior a totes i que no té res a témer de la barreja. Ataquen el que ells consideren la farsa democràtica i el liberalisme o els "mangantes financieros", es denuncien abusos de les grans companyies a més a més de declarar-se anticatalanistes. Sovint fan proclames fatxendes com quan amenacen els Escamots d'Estat Català dient que aviat quedaran "escamats" i dels que diuen que porten camisa verda per consell de Josep Dencàs per a textualment "dissimular la diarrrea". Salvador Palau Rabassó afirmaria en els informes de post-guerra que "El Combate" era una publicació feixista malgrat que la majoria d'historiadors consideren que el primer nucli feixista a Barcelona van ser les JONS.
L'any 1935 figura com a membre del comite de Derecha de Cataluña, partit conservador d'inspiració monàrquica .